# Johannes Heinrich Füller
Johannes Heinrich Füller (* 19. September 1870 in Friedberg; † 22. Oktober 1940 ebenda) war ein hessischer Politiker (DVP) und ehemaliger Abgeordneter des Landtags des Volksstaates Hessen in der Weimarer Republik.
Johannes Heinrich Füller war der Sohn des Zimmermanns Heinrich Füller und dessen Frau Katharina geborene Oberländer. Johannes Heinrich Füller, der evangelischer Konfession war, war mit Luise geborene Reitz verheiratet. Er war beruflich Zimmermeister und Sägewerksbesitzer in Friedberg.
Johannes Heinrich Füller war Stadtverordneter in Friedberg und 1921 bis 1924 Landtagsabgeordneter.